# Klassisk liberalisme
Klassisk liberalisme (også kendt som traditionel liberalisme og laissez-faire-liberalisme eller ganske enkelt liberalisme) er en politisk ideologi, som er fortaler for borgerrettigheder, retssikkerhed, en ureguleret markedsøkonomi og en meget begrænset statsmagt. Den er identisk med den oprindelige liberalisme, der voksede frem i begyndelsen af 1800-tallet med inspiration fra ideer fra det foregående århundrede. Ordet klassisk blev tilføjet senere for at illustrere forskellen mellem liberalismen i første halvdel af 1800-tallet og den senere udvikling af begrebet i sidste halvdel af 1800-tallet og 1900-tallet, hvor mange liberale efterhånden blev tilhængere af en større offentlig rolle i samfundsøkonomien, eksempelvis for at begrænse monopolmagt og andre former for ufuldkommen konkurrence og for at adressere forskellige sociale problemer. Denne nyere form for liberalisme gik under betegnelsen "moderne liberalisme" eller "ny liberalisme" og svarer til, hvad der normalt betegnes socialliberalisme. Begrebet "klassisk liberalisme" skal derfor ses som modsætning til denne nyere strømning.

## Indhold
Vigtige principper i den klassiske liberalisme er privat ejendomsret, en kapitalistisk markedsøkonomi, beskyttelsen af individuelle frihedsrettigheder som tros- og ytringsfrihed, frihandel, en stærkt begrænset statsmagt og en fredelig international retsorden. Inspirationen til liberalismen kom fra tænkere som John Locke, Adam Smith, John Stuart Mill, Montesquieu, Voltaire og Thomas Paine. Den klassiske liberalisme forener dermed økonomisk liberalisme og politisk liberalisme, som udgør to forskellige sider af liberalismen. Den "normative kerne" i den klassiske liberalisme er ideen om, at individer har ret til at gøre lige, hvad de har lyst til i deres søgen efter lykke, så længe det ikke berøver eller fratager andres ret til at gøre det samme.

## Liberalismens udvikling: Fra klassisk til moderne eller social liberalisme
Den oprindelige liberalismes storhedstid var i 1800-tallet, hvor regeringer med liberale reformprogrammer kom til magten i mange lande. Mod slutningen af 1800-tallet blev en række samfundsproblemer, der blev skabt af industrialiseringen tydeligere, således periodiske økonomiske depressioner og en meget ulige indkomstfordeling, hvor en stor del af befolkningen i et land som Storbritannien levede i fattigdom i slumområder i byerne, mens der var en opfattelse af, at en rig elite kunne bruge sin økonomiske magt til at påvirke regeringerne og begrænse konkurrencen. Det førte til en nyorientering hos mange liberale i slutningen af det 19. og starten af det 20. århundrede, hvor de såkaldte moderne liberale (i dag ofte kaldt socialliberale) begyndte at argumentere for, at staten burde spille en større rolle for at afhjælpe social nød, sørge for offentlig uddannelse og sundhedsvæsen, regulere erhvervslivets arbejdsvilkår og gribe ind for at forbedre markedsøkonomiens funktionsmåde. Under og efter den store depression i 1930'erne fik sådanne tanker yderligere udbredelse og førte bl.a. til den såkaldte New Deal Liberalism i USA. Den klassiske liberalismes tankesæt om en meget begrænset statsmagt (en "natvægterstat") blev dermed trængt i baggrunden.

## Renæssance efter 1970
Højvækstperioden med stor økonomisk fremgang i de første tre årtier efter 2. verdenskrig var den "moderne liberalismes" (socialliberalismens) glansperiode, hvor der i de fleste vestlige lande var udpræget konsensus om at opbygge blandingsøkonomier i form af en velfærdsstat, hvor den offentlige sektor spillede en mærkbar rolle i samfundsøkonomien. Med den økonomiske stagnation i 1970'erne opstod imidlertid en renæssance for klassisk liberale synspunkter. Det vigtigste intellektuelle grundlag for denne renæssance kom fra den østrigskfødte britiske økonom Friedrich August von Hayek og den amerikanske økonom fra University of Chicago Milton Friedman. Såvel i Storbritannien og USA som i mange andre lande fik tankerne fra den klassiske liberalisme fra slutningen af 1970'erne og frem efterhånden betydelig politisk indflydelse.

## Terminologi
Der findes et meget stort antal begreber, der betegner forskellige varianter af liberalismen. Ofte er begreberne overlappende, eller der er ikke enighed om deres anvendelse. Selve ordet liberalisme opfattes således ret forskelligt i Europa og i USA. I stedet for begrebet klassisk liberalisme ser man derfor også ofte - forvirrende nok - begrebet neoliberalisme eller "nyliberalisme" anvendt for den samme nutidige strømning i retning af en tilbagevenden til de tidligere dominerende liberale tankegange fra 1800-tallet, selvom begrebet neoliberalisme også, og oprindelig, blev brugt i 1930'erne om personer som tyskeren Wilhelm Röpke, der ønskede at skabe en stærk stat som modsætning til laissez-faire-kapitalismen. Röpke anses som en af ophavsmændene til den tyske ordoliberalisme.
Ligeledes skelner mange libertarianere ikke mellem begreberne "klassisk liberalisme" og "libertarianisme". Libertarianere fremhæves endda som nogle af dem, der i dag hyppigst bruger begrebet "klassisk liberalisme" - et begreb, der ellers ikke er så udbredt i dag som for 100 år siden, da det i vidt omfang er erstattet af "neoliberalisme".